# Peter Pond Lake
Peter Pond Lake („jezero Petera Ponda“) se nachází v severozápadní části kanadské provincie Saskatchewanu. Je ledovcového původu. Rozkládá se uprostřed severských jehličnatých lesů na kanadském štítě v povodí řeky Churchill. Procházela přes něj obchodní trasa překupníků kožešin, která vedla k portáži Methye Portage, spojující východní Kanadu s oblastí horního povodí řeky Mackenzie. Jezero má tvar podlouhlé šišky natočené k severozápadu. Poloostrov vedoucí od obce Buffalo Narrows dosahuje téměř až k západnímu břehu a dělí tak jezero na Velké (severní dvě třetiny) a Malé jezero. Na východní straně Malého jezera je úzká šíje, rozdělená přemostěným kanálem, která jej odděluje od jezera Churchill. Jezera společně vytváří tvar širokého „véčka“, kde jeho západní stranu vytváří Peter Pond Lake a východní jezero Churchill.
Do jezera přitéká od severu řeka Methy (z jezera La Loche) a ze západu řeka Dillon, v jejímž ústí leží stejnojmenná vesnice. Voda z jezera odtéká kanálem Kisis do jezera Churchill.
Původně bývala jezera nazývána Velké a Malé Buvolí jezero (angl. Big Buffalo Lake a Little Buffalo Lake), ale byla přejmenována po zakladateli Severozápadní společnosti. Podél jezera vede silnice Highway 155, která prochází skrz Buffalo Narrows.

## Druhy místních ryb
V jezeře můžeme naleznout candáty kanadské (anglicky sauger), candáty druhu Sander vitreus (anglicky walleye), okouny druhu Perca flavescens (anglicky yellow perch), štiky druhu Esox lucius (anglicky northern pike), siveny druhu Salvelinus namaycush (anglicky lake trout), síhy druhu Coregonus clupeaformis (anglicky lake whitefish), síhy druhu Coregonus artedi (anglicky cisco), mníky, pakaprovce druhu Catostomus commersonii (anglicky white sucker) a pakaprovce druhu Catostomus catostomus (anglicky longnose sucker).